# Steenderen
Steenderen est un village néerlandais situé dans la commune de Bronckhorst, en province de Gueldre. Au 1er janvier 2021, son district statistique compte 2 280 habitants, dont environ 2 000 résident dans le village. Il se trouve au cœur de la région naturelle de l'Achterhoek, sur la rive droite de l'IJssel.

## Histoire
Steenderen constitue une commune indépendante jusqu'au 1er janvier 2005. Outre le village éponyme, la commune couvre les localités de Baak, Olburgen, Toldijk, Bronkhorst et Rha. À cette date, elle fusionne avec Hummelo en Keppel, Hengelo, Vorden et Zelhem afin de former la nouvelle commune de Bronckhorst.

## Personnalité liée à Steenderen
Derk Jan Eppink (né en 1958), journaliste et homme politique néerlandais, est originaire de Steenderen.

## Galerie

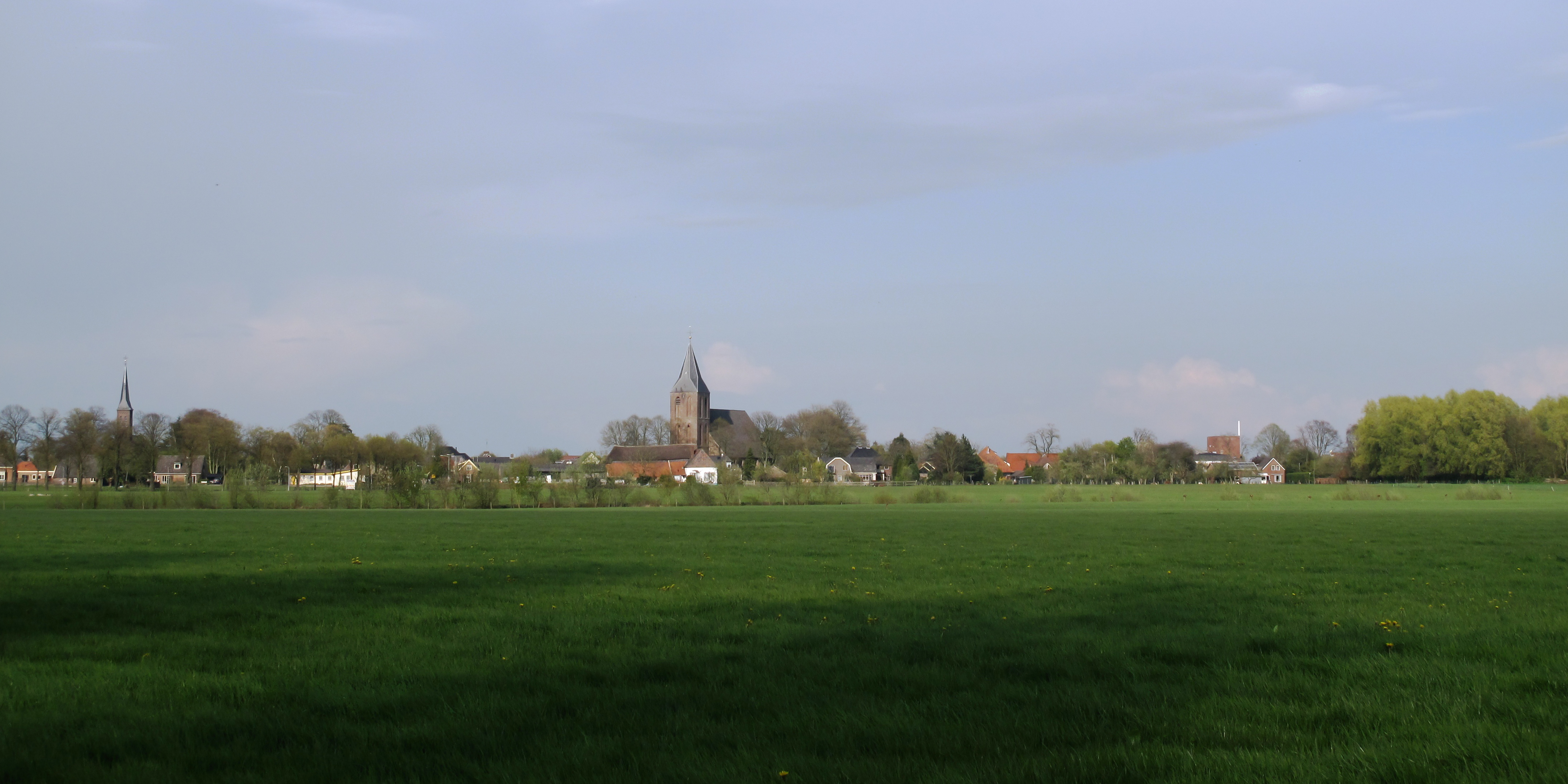
Vue sur le village.
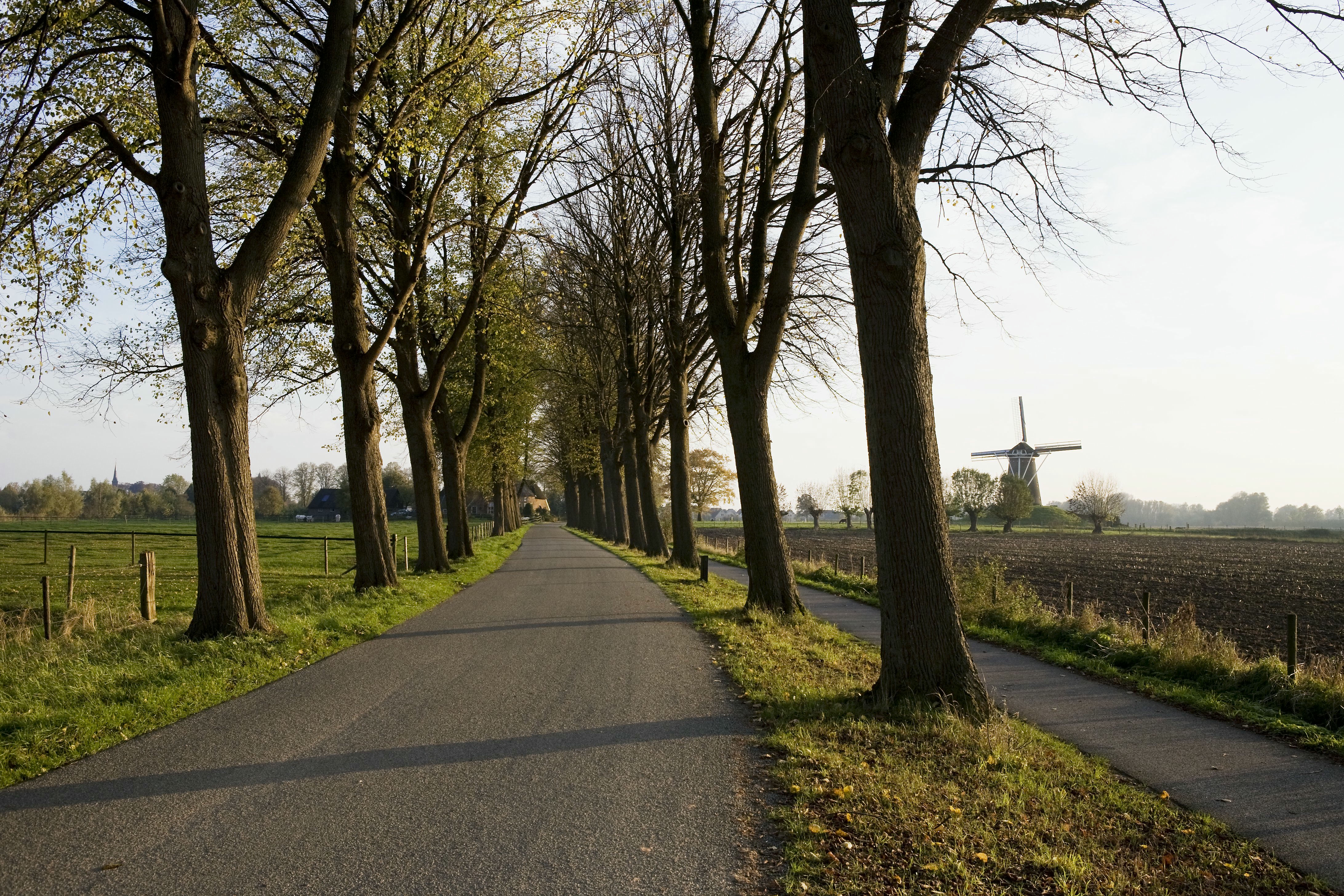
Le Bronkhorster Molen (1844).
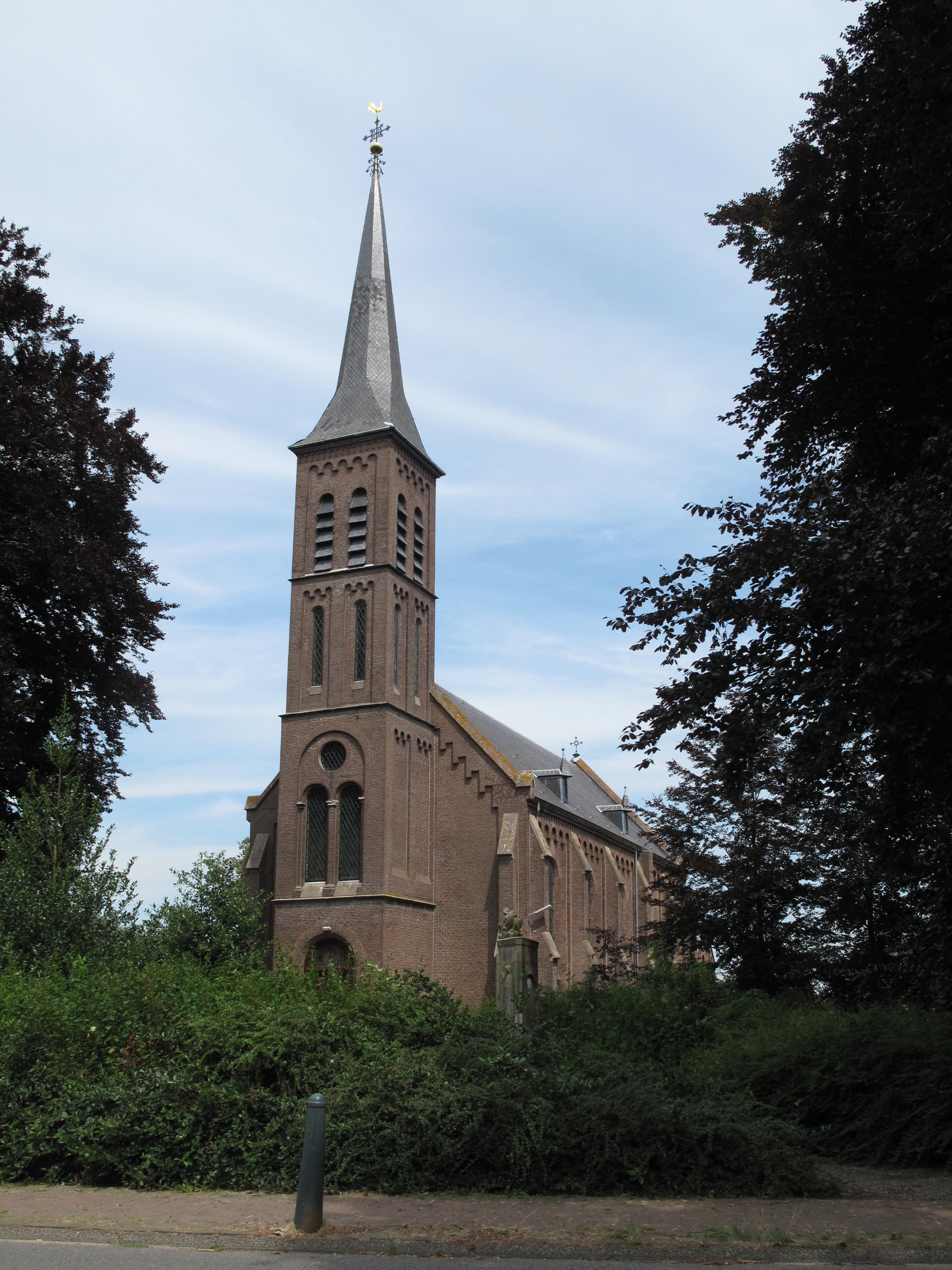
Église de Saint-Willibrord.
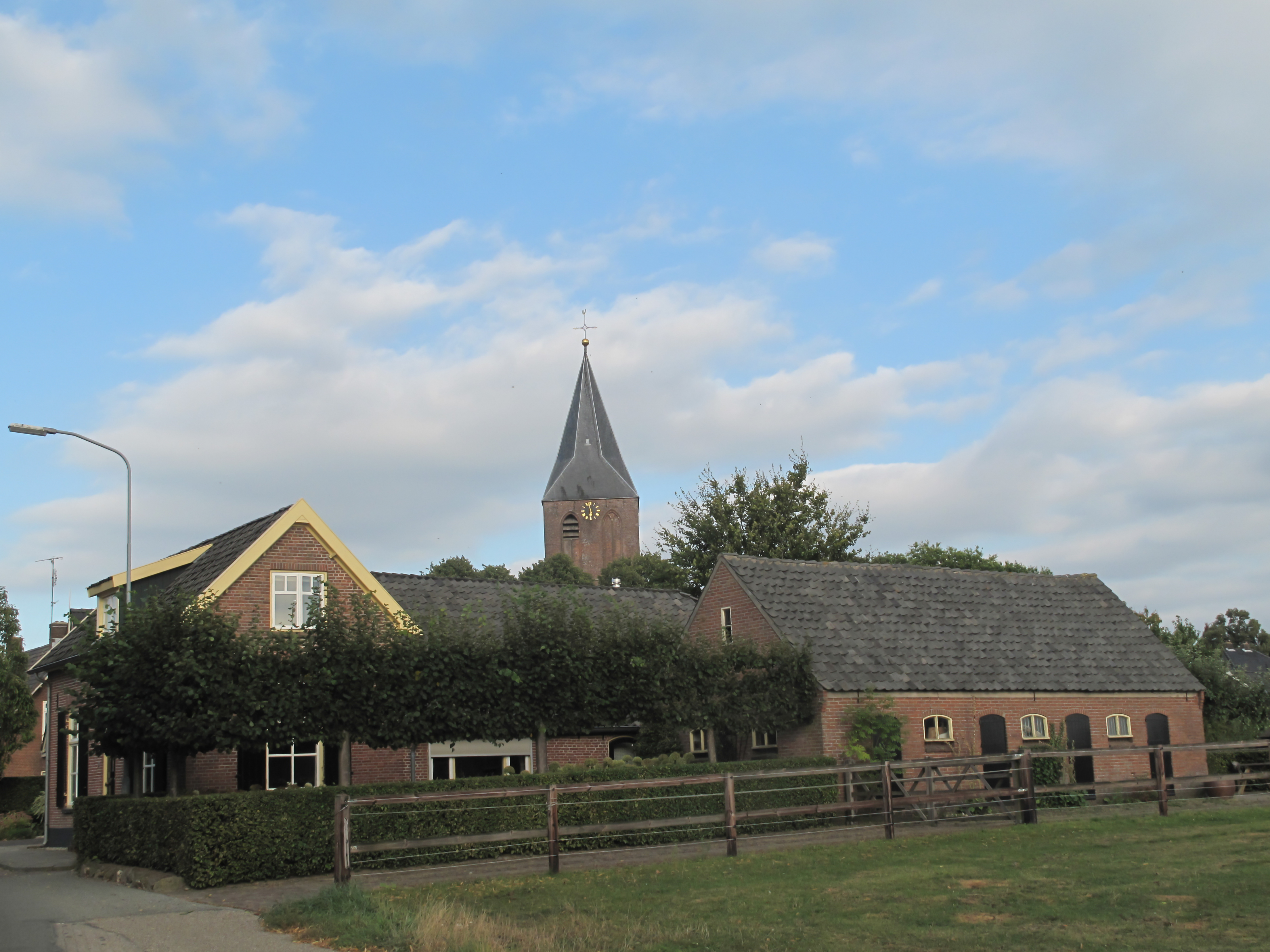
Église de Saint-Remi.